# Knockcroghery
Knockcroghery is een plaats in het Ierse graafschap Roscommon.